# Chondrina
Chondrina är ett släkte av snäckor som beskrevs av Reichenbach 1828. Chondrina ingår i familjen hällsnäckor.
Släktet innehåller bara arten Chondrina arcadica. Chondrina är enda släktet i familjen Chondrinidae.

## Bildgalleri

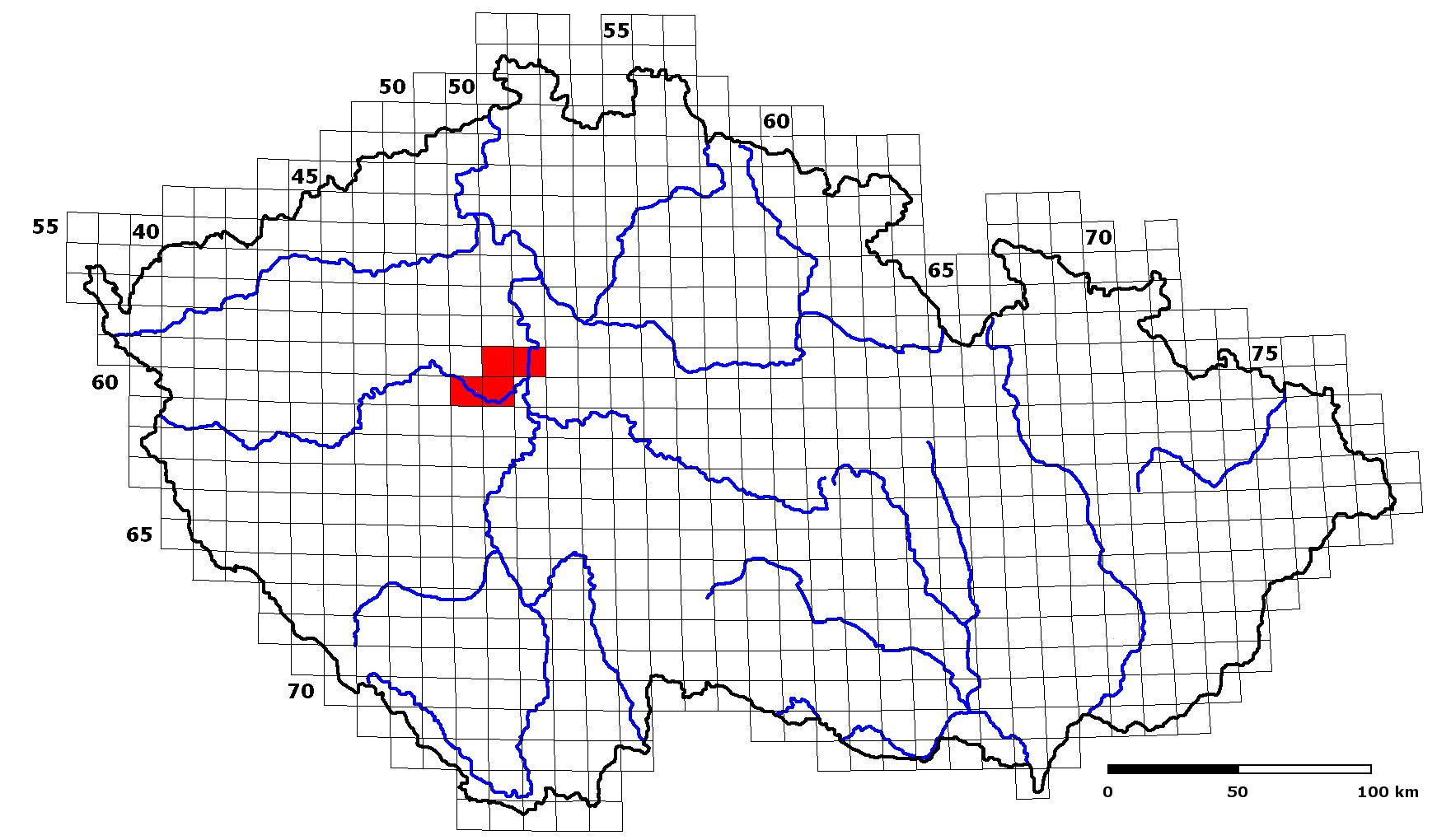
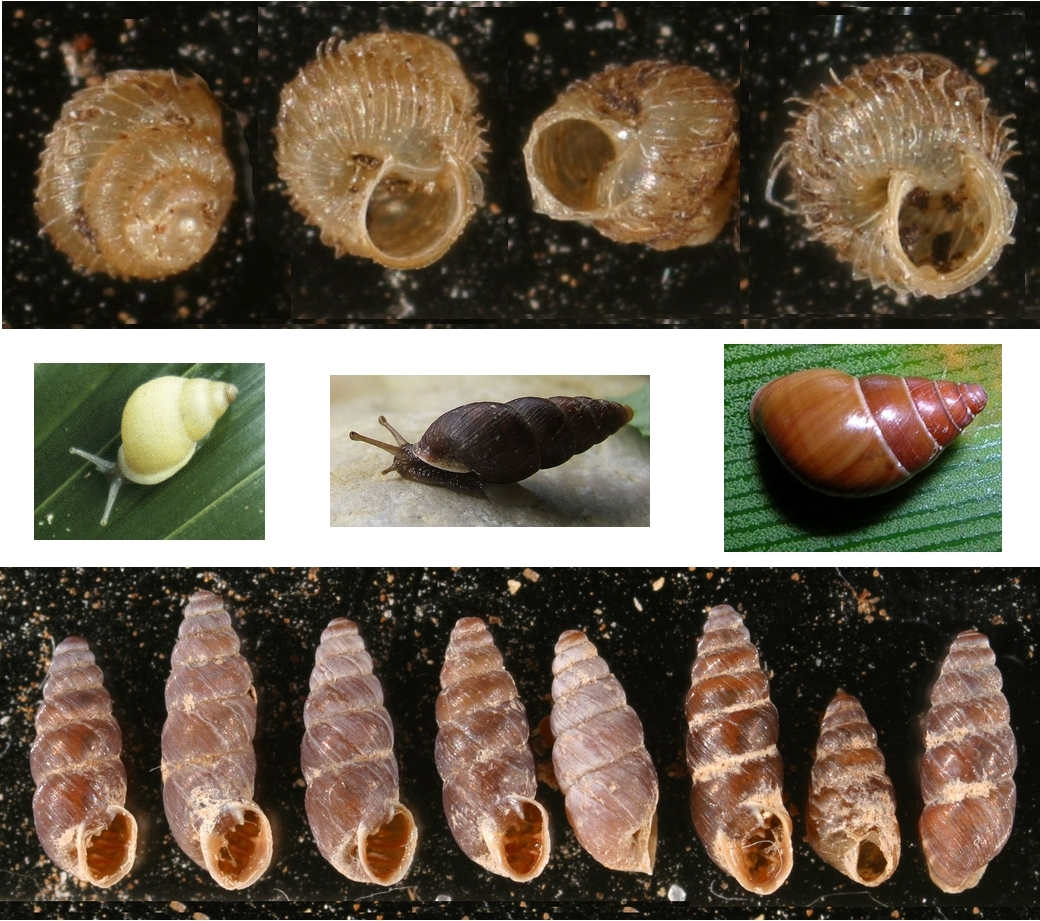
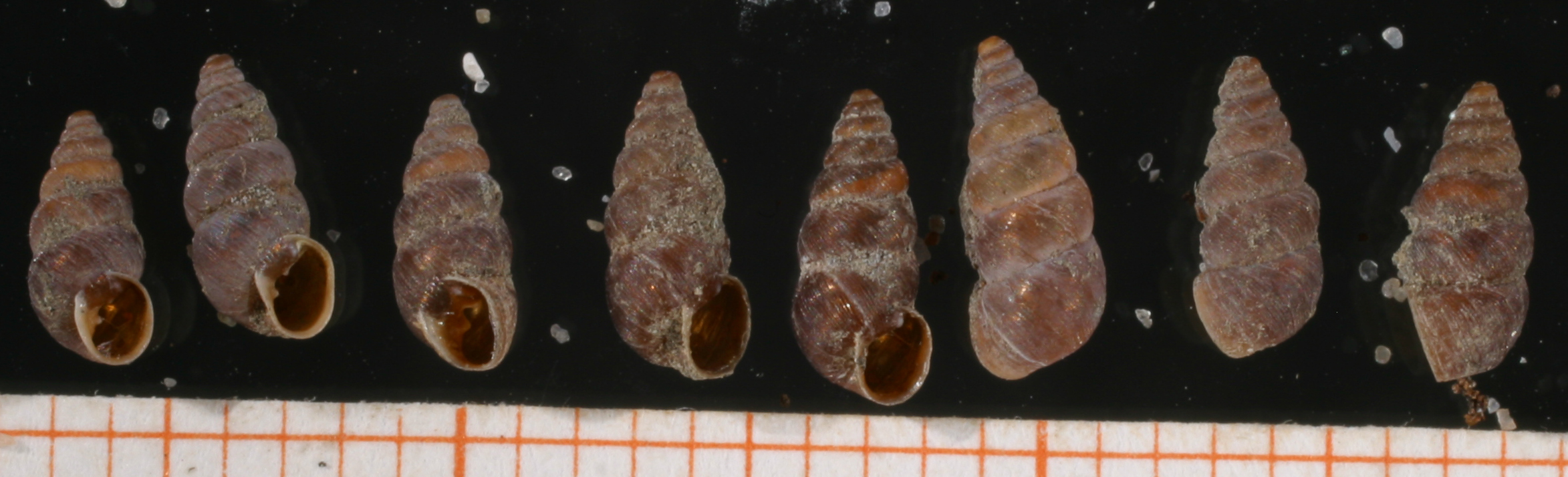
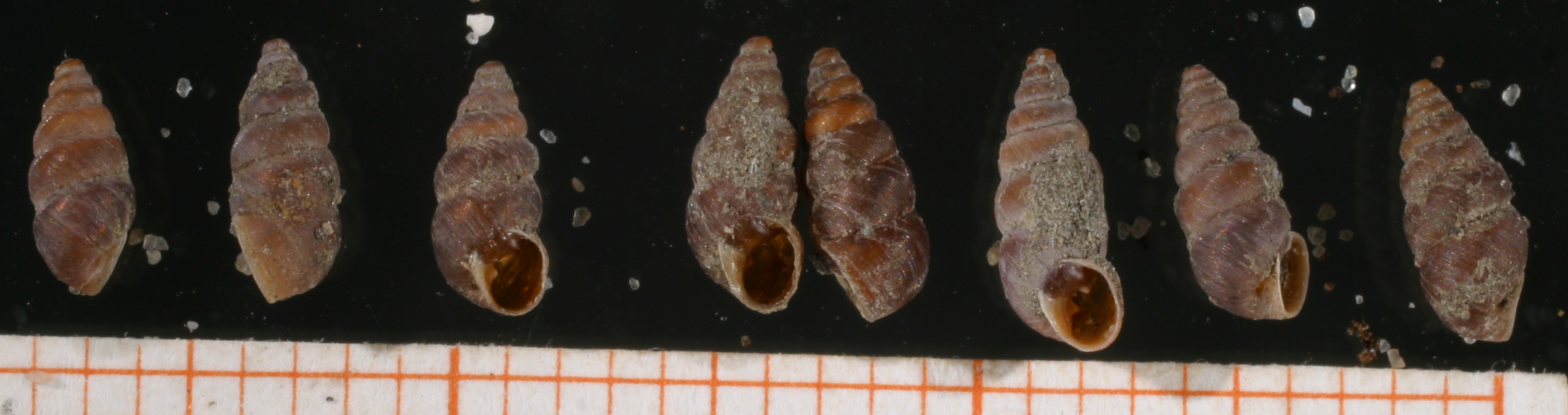
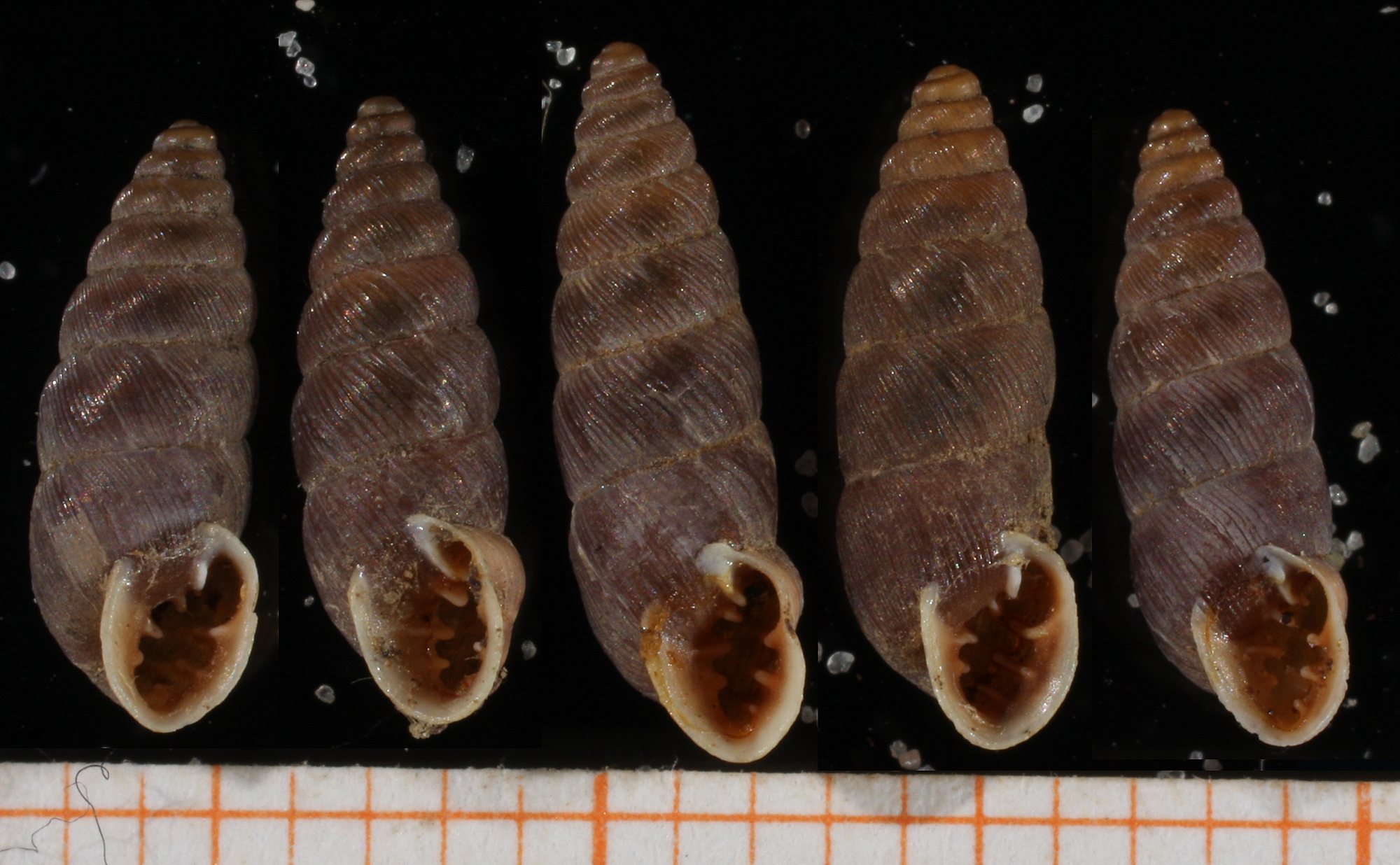
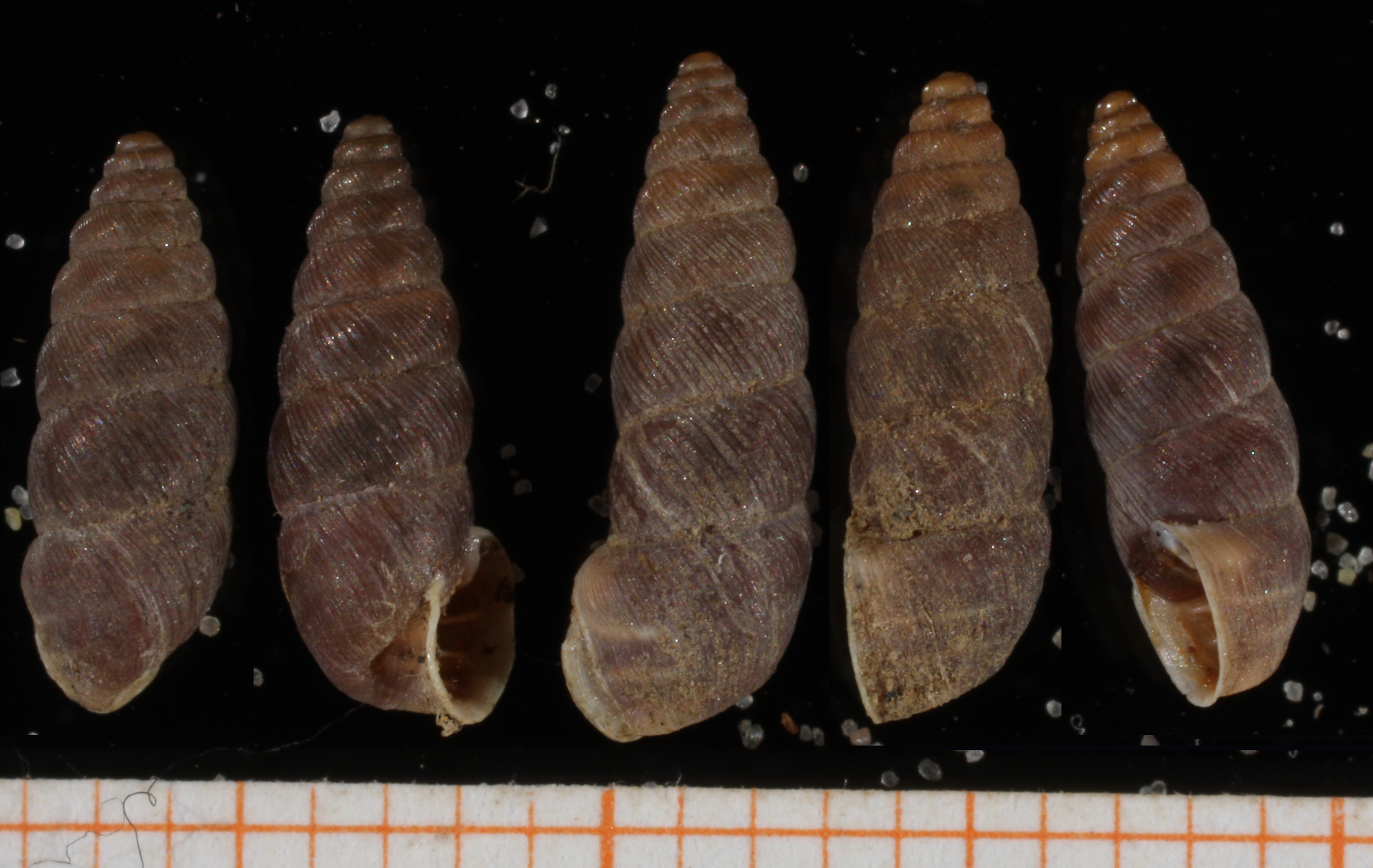